# Boubou Cissé
Boubou Cissé (Bamako, 1974) is een Malinees politicus.
Sinds 2013 bekleedde hij verscheidene ministerposten onder het presidentschap van Ibrahim Boubacar Keïta. Zo was hij minister van industrie (2013), mijnbouw (2014) en Economische Zaken en financiën (2016-2020). Op 22 april 2019 werd hij tevens benoemd tot premier van Mali. Bij een militaire staatsgreep in augustus 2020 werd Cissé, net als de president, gevangen genomen en afgezet.